# Vickers Vespa
Vickers Vespa je bio britanski jednomotorni dvokrilac razvijen 1920-ih u tvrtki Vickers Limited iz Londona. Iako je kao privatan projekt razvijen za potrebe RAF-a, u njegov sastav nikada nije ušao. Jedini korisnici su bili Bolivija (šest zrakoplova nabavljenih 1929.) i Irska (osam zrakoplova).

Jedna Vickers Vespa je 16. rujna 1932. postavila novi svjetski visinski rekord od 13.404 m.

## Tehničke karakteristike
Izvori podataka: 
Osnovne karakteristike
- posada: 2
- dužina: 9,53 m
- raspon krila: 15,24 m
- visina: 3,12 m

Letne karakteristike
- najveća brzina: 203 km/h
- motor: 1